# Maralal
Maralal è un centro abitato del Kenya, capoluogo della contea di Samburu. È situato nella Rift Valley.
Maralal è sede vescovile cattolica.